# 우즈베키스탄의 교통
2007년 현재 우즈베키스탄의 육로 교통 기반 시설은 부족한 투자와 부실한 유지 관리로 인해 소비에트 이후 시대에 크게 쇠퇴했다. 항공운송은 2000년대 초반 공항 현대화 프로젝트가 착수되면서 막대한 정부 투자를 받은 유일한 부문이었다. 그 후 몇 년 동안 Tashkent-Samarkand 고속철도 건설을 포함하여 지상 운송 네트워크가 개선되었다.

## 철도
2017년 3월 현재 우즈베키스탄의 주요 철도망 총연장은 4,669 킬로미터 (2,901 mi)이다., 그 중 2,446 킬로미터 (1,520 mi)가 전철화 되었다.

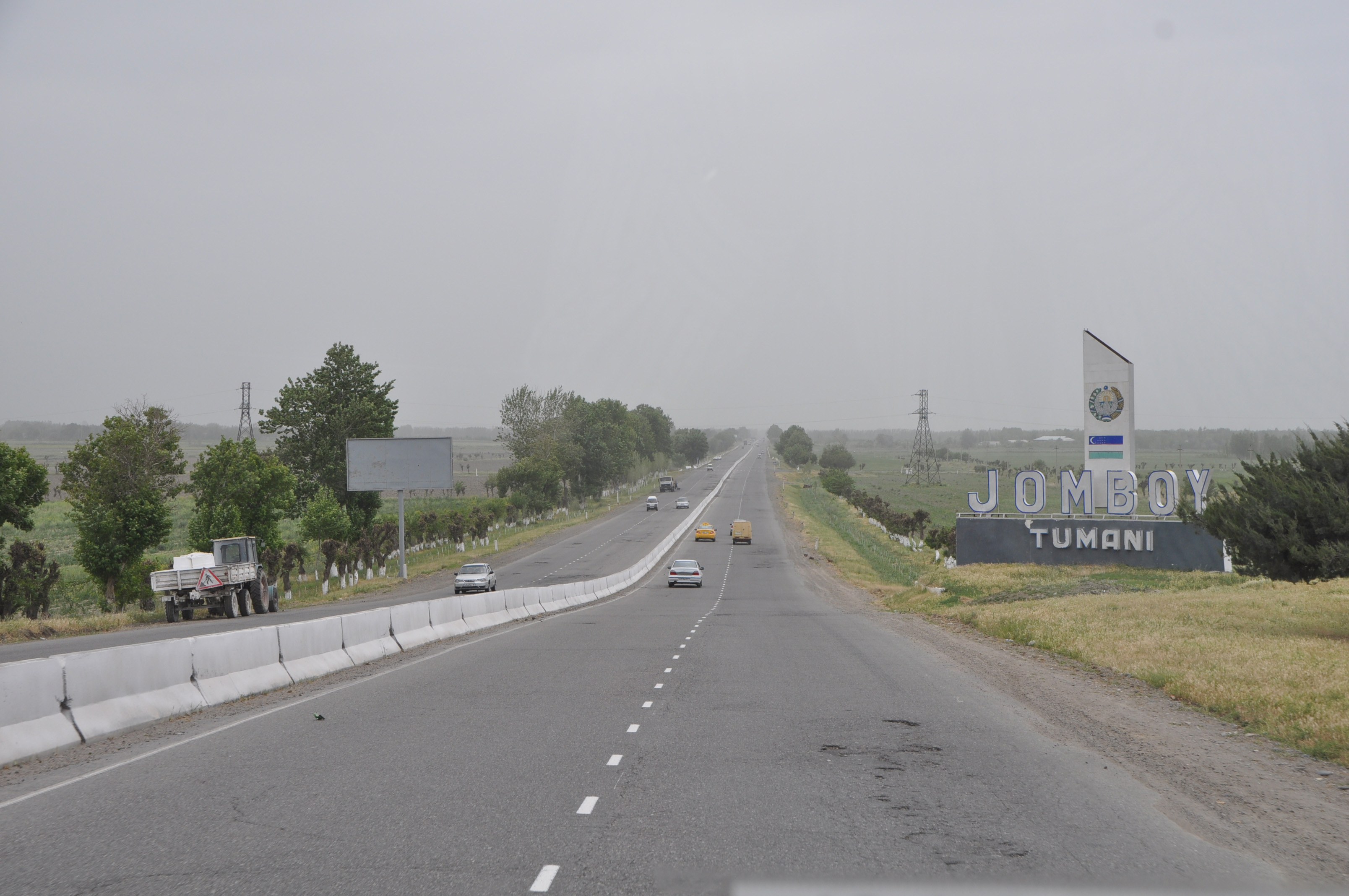
Jomboy 근처 우즈베키스탄의 M39 고속도로

2005년 현재 우즈베키스탄은 84,400 킬로미터 (52,400 mi)의 도로가 있고, 그 중 약 72,000 킬로미터 (45,000 mi)가 포장되어 있다. 도로 인프라는 특히 타슈켄트 외곽에서 악화되고 있다. 2006년에는 중요한 고속도로 프로젝트가 진행되지 않았다. 2000년대 초, 미국 엔지니어들은 아프가니스탄으로의 인도주의적 보급품 이동을 용이하게 하기 위해 테르메즈 항구 주변의 일부 도로를 개선했다. 우즈베키스탄은 UN의 아시아 고속도로 네트워크의 회원국이며 여러 국도가 네트워크의 일부로 지정되어 있다.
소련 붕괴 이후 대부분 완전히 방치되고 파손된 상태이지만 고속도로로 취급되는 도로의 일부가 있다. 타슈켄트 주변 순환 도로는 약 70 킬로미터 (43 mi)의 길이이며 완전히 다중 차선이지만 대부분의 구간에서 차도 분리가 부족하다.
타슈켄트 와 사마르칸트를 연결하는 M39 고속도로는 약 300 킬로미터 (190 mi) 의 4차선 도로이지만, 제대로 관리되지 않고 대부분의 길이에서 차도 분리가 없다. 2017년 1월 카자흐스탄과 우즈베키스탄 정부는 이 고속도로 중 10년 동안 폐쇄되었던 65 킬로미터 (40 mi)의 구간을 다시 개통하는 데 합의했다. 이 구간은 Guliston을 통한 우회로를 피하면서 카자흐스탄을 통과한다. M37 고속도로는 사마르칸트에서 시작해 서쪽으로 나보이와 부하라를 거쳐 투르크멘 국경까지 이어진다. A373 고속도로는 타슈켄트에서 시작하여 페르가나주의 코칸트를 통해 동쪽으로 이동하여 키르기스스탄 국경에서 끝난다.

## 항구와 수로
내륙국인 우즈베키스탄에는 항구가 없다. 주요 강 항구는 아무다리야강의 테르메스이다. 테르메스는 현대식 시설이 부족하고 예비 부품도 부족하지만 이웃 아프가니스탄의 상황이 안정되면서 그곳에서의 활동이 증가했다. 테르메스는 아프가니스탄으로 들어오는 인도주의 물품의 중요한 이동 지점이었다.
우즈베키스탄은 1,100 킬로미터 (680 mi) 내륙 수로를 가지고 있다. 1990년대 중반 이후 우즈베키스탄의 아무다리야강을 통한 상업 여행은 낮은 수위로 인해 감소했다.

## 파이프라인
2010년 현재 우즈베키스탄은 10,253 킬로미터 (6,371 mi) 천연 가스 파이프라인, 868 킬로미터 (539 mi) 송유관 및 33 킬로미터 (21 mi) 정제된 제품을 위한 파이프라인을 가지고 있다.

## 공항
2012년 현재 우즈베키스탄에는 53개의 공항이 있다. 그 중 33개는 포장된 활주로를 가지고 있으며, 그 중 6개는 3,000 미터 (9,800 ft) 개 이상의 활주로를 가지고 있다. 그 중 가장 큰 타슈켄트 국제공항은 아에로플로트, 루프트한자, 터키항공의 직항편으로 유럽 및 중동 도시와 연결되고 모스크바를 경유하는 연결편을 통해 뉴욕 및 로스앤젤레스와 연결된다. 국영 항공사인 Uzbek Havo Yollari(Uzbekistan Airlines)는 주로 구소련 내에서 운항한다. 2010년 8월, 대한항공의 모회사인 한진그룹은 인천-나보이-밀라노 정기 항공편의 화물 허브가 될 나보이에 새로운 화물 터미널을 열었다.